# Чемпіонат Європи з водних видів спорту 1981
43°31′ пн. ш. 16°26′ сх. д. / 43.51° пн. ш. 16.44° сх. д.
Чемпіонат Європи з водних видів спорту 1981, 15-й за ліком, тривав з 5 до 12 вересня 1981 року в Спліті (Югославія). Розіграно нагороди з плавання (на довгій воді), стрибків у воду, синхронного плавання (жінки) і водного поло (чоловіки). 

## Таблиця медалей
*   Країна-господарка ( Югославія)
| Місце                | Країна               | Золото | Срібло | Бронза | Загалом |
| -------------------- | -------------------- | ------ | ------ | ------ | ------- |
| 1                    | НДР                  | 15     | 11     | 3      | 29      |
| 2                    | СРСР                 | 13     | 11     | 8      | 32      |
| 3                    | Велика Британія      | 3      | 2      | 3      | 8       |
| 4                    | ФРН                  | 2      | 2      | 4      | 8       |
| 5                    | Угорщина             | 2      | 0      | 1      | 3       |
| 6                    | Швеція               | 1      | 4      | 2      | 7       |
| 7                    | Югославія*           | 1      | 1      | 1      | 3       |
| 8                    | Нідерланди           | 0      | 3      | 4      | 7       |
| 9                    | Польща               | 0      | 1      | 3      | 4       |
| 10                   | Австрія              | 0      | 1      | 2      | 3       |
| 11                   | Італія               | 0      | 1      | 1      | 2       |
| 12                   | Іспанія              | 0      | 0      | 1      | 1       |
| 12                   | Румунія              | 0      | 0      | 1      | 1       |
| 12                   | Франція              | 0      | 0      | 1      | 1       |
| 12                   | Чехословаччина       | 0      | 0      | 1      | 1       |
| 12                   | Швейцарія            | 0      | 0      | 1      | 1       |
| Загалом (16 збірних) | Загалом (16 збірних) | 37     | 37     | 37     | 111     |

## Плавання

### Чоловіки
| Дисципліна                      | Золото                                                                    | Срібло                                                          | Бронза                                                                       |
| ------------------------------- | ------------------------------------------------------------------------- | --------------------------------------------------------------- | ---------------------------------------------------------------------------- |
| 100 м вільним стилем            | Пер Юганссон (SWE)                                                        | Єрґ Войте (GDR)                                                 | Сергій Красюк (URS)                                                          |
| 200 м вільним стилем            | Сергій Копляков (URS)                                                     | Міхаель Седерлунд (SWE)                                         | Томас Лейдстрем (SWE)                                                        |
| 400 м вільним стилем            | Борут Петрич (YUG)                                                        | Володимир Сальников (URS)                                       | Дар'ян Петрич (YUG)                                                          |
| 1500 м вільним стилем           | Володимир Сальников (URS)                                                 | Борут Петрич (YUG)                                              | Рафаель Ескалас (ESP)                                                        |
| 100 м на спині                  | Шандор Владар (HUN)                                                       | Володимир Шеметов (URS)                                         | Віктор Кузнецов (URS)                                                        |
| 200 м на спині                  | Шандор Владар (HUN)                                                       | Володимир Шеметов (URS)                                         | Фредерік Делькур (FRA)                                                       |
| 100 м брасом                    | Юрій Кіс (URS)                                                            | Арсенс Міскаровс (URS)                                          | Ґеральд Меркен (FRG)                                                         |
| 200 м брасом                    | Робертас Жулпа (URS)                                                      | Арсенс Міскаровс (URS)                                          | Адріан Мургаус (GBR)                                                         |
| 100 м батерфляєм                | Олексій Марковський (URS)                                                 | Пер Арвідссон (SWE)                                             | Вадим Домбровський (URS)                                                     |
| 200 м батерфляєм                | Міхаель Ґрос (FRG)                                                        | Філіп Габбл (GBR)                                               | Сергій Фесенко (URS)                                                         |
| 200 м комплексом                | Олександр Сидоренко (URS)                                                 | Джованні Франческі (ITA)                                        | Йозеф Гладкий (TCH)                                                          |
| 400 м комплексом                | Сергій Фесенко (URS)                                                      | Лешек Гурський (POL)                                            | Джованні Франческі (ITA)                                                     |
| естафета 4×100 м вільним стилем | СРСР Володимир Шеметов Володимир Сальников Олександр Чаєв Сергій Копляков | Швеція Пер Гольмерц Пелле Вікстрем Лассе Ліндквіст Пер Юганссон | ФРН Петер Кнуст Вільфрід Кюлем Міхаель Ґрос Андреас Шмідт                    |
| естафета 4×200 м вільним стилем | СРСР Володимир Шеметов Володимир Сальников Олександр Чаєв Сергій Копляков | ФРН Міхаель Ґрос Ґеральд Шлупп Андреас Шмідт Франк Веннманн     | Швеція Міхаель Седерлунд Пелле Вікстрем Пер-Альвар Маґнуссон Томас Лейдстрем |
| естафета 4×100 м комплексом     | СРСР Віктор Кузнецов Юрій Кіс Олексій Марковський Сергій Красюк           | Швеція Бенґт Барон Ґлен Хрістіансен Пер Арвідссон Пер Юганссон  | НДР Дірк Ріхтер Зіґурд Ганке Олаф Ціше Єрґ Войте                             |

### Жінки
| Дисципліна                      | Золото                                                | Срібло                                                                     | Бронза                                                                         |
| ------------------------------- | ----------------------------------------------------- | -------------------------------------------------------------------------- | ------------------------------------------------------------------------------ |
| 100 м вільним стилем            | Карен Мещук (GDR)                                     | Бірґіт Майнеке (GDR)                                                       | Конні ван Бентум (NED)                                                         |
| 200 м вільним стилем            | Кармела Шмідт (GDR)                                   | Бірґіт Майнеке (GDR)                                                       | Конні ван Бентум (NED)                                                         |
| 400 м вільним стилем            | Інес Дірс (GDR)                                       | Кармела Шмідт (GDR)                                                        | Джекі Вілмотт (GBR)                                                            |
| 800 м вільним стилем            | Кармела Шмідт (GDR)                                   | Інес Дірс (GDR)                                                            | Джекі Вілмотт (GBR)                                                            |
| 100 м на спині                  | Іна Клебер (GDR)                                      | Корнелія Політ (GDR)                                                       | Кармен Буначіу (ROU)                                                           |
| 200 м на спині                  | Корнелія Політ (GDR)                                  | Йоланда де Ровер (NED)                                                     | Лариса Горчакова (URS)                                                         |
| 100 м брасом                    | Уте Ґевеніґер (GDR)                                   | Сакі Браунсдон (GBR)                                                       | Лариса Бєлоконь (URS)                                                          |
| 200 м брасом                    | Уте Ґевеніґер (GDR)                                   | Лариса Бєлоконь (URS)                                                      | Гражина Дзєдзич (POL)                                                          |
| 100 м батерфляєм                | Уте Ґевеніґер (GDR)                                   | Інес Ґайслер (GDR)                                                         | Карін Зайк (FRG)                                                               |
| 200 м батерфляєм                | Інес Ґайслер (GDR)                                    | Гайке Дене (GDR)                                                           | Агнешка Чопек (POL)                                                            |
| 200 м комплексом                | Уте Ґевеніґер (GDR)                                   | Петра Шнайдер (GDR)                                                        | Ольга Клевакіна (URS)                                                          |
| 400 м комплексом                | Петра Шнайдер (GDR)                                   | Уте Ґевеніґер (GDR)                                                        | Агнешка Чопек (POL)                                                            |
| естафета 4×100 м вільним стилем | НДР Бірґіт Майнеке Карен Мещук Інес Дірс Зузанне Лінк | ФРН Маріон Айцпорс Карін Зайк Уте Нойберт Зузанне Шустер                   | Нідерланди Аннемарі Верстаппен Монік Дрост Вільма ван Вельсен Конні ван Бентум |
| естафета 4×100 м комплексом     | НДР Іна Клебер Уте Ґевеніґер Інес Ґайслер Карен Мещук | СРСР Лариса Горчакова Лариса Бєлоконь Наталія Матвєєва Наталія Струннікова | ФРН Уте Нойберт Андреа Шенборн Карін Зайк Маріон Айцпорс                       |

## Стрибки у воду

### Чоловіки
| Дисципліна    | Золото                  | Срібло                  | Бронза               |
| ------------- | ----------------------- | ----------------------- | -------------------- |
| Трамплін, 3 м | Олександр Портнов (URS) | Сергій Кузьмін (URS)    | Нікі Стайковіч (AUT) |
| Вишка, 10 м   | Давід Амбарцумян (URS)  | Володимир Алейник (URS) | Дітер Васков (GDR)   |

### Жінки
| Дисципліна    | Золото                    | Срібло                | Бронза               |
| ------------- | ------------------------- | --------------------- | -------------------- |
| Трамплін, 3 м | Жанна Цирульникова (URS)  | Мартіна Яшке (GDR)    | Ірина Калініна (URS) |
| Вишка, 10 м   | Катаріна Ціпперлінґ (GDR) | Тетяна Бєлякова (URS) | Мартіна Яшке (GDR)   |

## Синхронне плавання
| Дисципліна | Золото | Срібло | Бронза |
| ---------- | --- | --- | --- |
| Соло       | Керолін Вілсон (GBR) | Александра Воріш (AUT) | Марейке Енґелен (NED) |
| Дуети      | Керолайн Голмярд (GBR) Керолін Вілсон (GBR)                                                                                           | Катріен Ейкен (NED) Марейке Енґелен (NED)                                                                                                   | Ева-Марія Едінґер (AUT) Александра Воріш (AUT)                                                                                    |
| Групи      | Велика Британія (GBR) Трейсі Кук Луїс Корхіллд Аманда Додд Дебора Ґолдінґ Керолайн Голмярд Шейла Кентон Філіппа Саттон Керолін Вілсон | Нідерланди (NED) Катріен Ейкен Марейке Енґелен Марлен Енґелен Петрі Енґелс Юдіт ван де Берґ Марія ван ден Брук Лісбет ван Горн Ілсе Вестбру | Швейцарія (SUI) Корнелія Бланк Едіт Босс Інес Ґербер Зільвія Ґросенбахер Мая Маст Ірене Зінґер Карін Зінґер Кароліне Штурценеґґер |

## Водне поло
| Дисципліна        | Золото | Срібло | Бронза   |
| ----------------- | ------ | ------ | -------- |
| Командна першість | ФРН    | СРСР   | Угорщина |